# Bloodshot (film)
Pour les articles homonymes, voir Bloodshot.
Pour plus de détails, voir Fiche technique et Distribution.
Bloodshot est un film américain réalisé par David S. F. “Dave” Wilson, sorti en 2020. Il s'agit d'une adaptation cinématographique des comics Bloodshot publiés par Valiant Comics.

## Synopsis
Après une mission réussie à Mombasa (Kenya) le marine Raymond « Ray » Garrison voyage avec sa femme Gina en Italie. Ils sont kidnappés par des mercenaires dirigés par Martin Axe. Ce dernier veut connaître la source à l'origine de l'opération au Kenya. Comme Ray n'a pas l'information, Martin Axe les tue lui et Gina.
Ray est ensuite « ressuscité » par Rising Spirit Tech, une société spécialisée dans la cybernétique pour des soldats américains et basée à Kuala Lumpur. À la suite de l'injection de nanites dans son sang, Ray est alors doté de pouvoirs comme la régénération et la métamorphose. Il rencontre le Dr Emil Harting et plusieurs de ses patients, tous d'anciens de l'armée, comme la belle KT, ou encore les soldats Jimmy Dalton et Marcus Tibbs. Alors que sa mémoire a été effacée à plusieurs reprises, Ray revoit des bribes de son passé. Il finit par découvrir qui il est vraiment et décide de se venger. Il retrouve la trace de Martin Axe à Budapest.

## Fiche technique
Sauf indication contraire, les informations mentionnées dans cette section peuvent être confirmées par la base de données cinématographiques IMDb,  présente dans la section « Liens externes ».
- Titre original, français et québécois : Bloodshot
- Réalisation : Dave Wilson
- Scénario : Jeff Wadlow et Eric Heisserer, d'après les comics Bloodshot (Valiant Comics) créés par Bob Layton, Kevin VanHook et Don Perlin
- Direction artistique : Simon Lamont
- Décors : Tom Brown
- Photographie : Jacques Jouffret
- Montage : Jim May
- Musique : Steve Jablonsky
- Production : Toby Jaffe, Jason Kothari, Neal H. Moritz et Dinesh Shamdasani
- Sociétés de production : Columbia Pictures, Bona Film Group, Cross Creek Pictures, Original Film, Mimran Schur Pictures, The Hideaway Entertainment et Valiant Entertainment
- Sociétés de distribution : Sony Pictures Releasing (États-Unis), Sony Pictures Releasing France (France)
- Budget : 45 millions de dollars
- Pays d'origine :  États-Unis
- Langue originale : anglais
- Format : couleur
- Genre : Action et science-fiction
- Dates de sortie [1] :
  - États-Unis : 13 mars 2020
  - Québec : 13 mars 2020[2]
  - France : 27 mars 2020[3] (vidéo à la demande), 20 mai 2020 (en vidéo)

## Distribution
- Vin Diesel (VF : Frédéric van den Driessche ; VQ : Thiéry Dubé) : Raymond « Ray » Garrison / Bloodshot
- Sam Heughan (VF : Laurent Maurel ; VQ : Alexandre Fortin) : Jimmy Dalton
- Guy Pearce (VF : Dominique Guillo ; VQ : Frédéric Paquet) : Dr Emil Harting
- Eiza González (VF : Claire Morin ; VQ : Catherine Brunet) : KT
- Talulah Riley (VF : Pauline Moingeon Vallès) : Gina Garrison
- Alex Hernandez (VF : Eilias Changuel) : Tibbs
- Toby Kebbell (VF : Marc Arnaud ; VQ : Jean-François Beaupré) : Martin Axe
- Lamorne Morris (VF : Diouc Koma ; VQ : Maël Davan-Soulas) : Wilfred Wigans
- Jóhannes Haukur Jóhannesson (VF : Frédéric Souterelle) : Nick Baris
- Siddharth Dhananjay (VF : Tanguy Goasdoué ; VQ : Alexandre Bacon) : Eric

 Source et légende : version française (VF) sur RS Doublage
 Source et légende : version québécoise (VQ) sur Doublage.qc.ca

## Production

### Genèse et développement
En mars 2012, il est annoncé que Columbia Pictures a acquis les droits pour le cinéma des comics Bloodshot édités par Valiant Comics. La production sera assurée par Neal H. Moritz (via Original Film), Jason Kothari (via Valiant Entertainment) et par Dan Mintz et Dinesh Shamdasani. Jeff Wadlow est chargé d'écrire le scénario. En avril 2015, Valiant, Sony Pictures et Original Film annoncent un contrat de 5 films pour porter à l'écran plusieurs super-héros de Valiant Comics. Il est révélé que les deux premiers films seront des films individuels Bloodshot, les deux suivants devraient être centrés sur Harbinger et le dernier serait un crossover entre les deux intitulé Harbinger Wars. Eric Heisserer rejoint ensuite le projet comme coscénariste. David Leitch et Chad Stahelski sont initialement choisis comme réalisateurs. En septembre 2016, Sony annonce que le studio va d'abord se focaliser sur le film Harbinger et que le projet Bloodshot sera le suivant. Après le départ de David Leitch et Chad Stahelski en mars 2017, Dave Wilson est officiellement confirmé pour mettre en scène Bloodshot,.

### Attribution des rôles
En juillet 2017, il est annoncé que Jared Leto a été approché pour le rôle de l'antagoniste principal.
En mars 2018, Vin Diesel est annoncé comme tête d'affiche du film. En mai 2018, la distribution s'étoffe avec les arrivées de Sam Heughan, Michael Sheen et Eiza González. En juin, Talulah Riley et Alex Hernandez rejoignent eux aussi la distribution dans les rôles respectifs de Gina et Tibbs. Toby Kebbell est ensuite confirmé dans le rôle d'un antagoniste. En août 2018, Lamorne Morris décroche le rôle du scientifique Wilfred Wigans.
Finalement, Michael Sheen se retire du projet comme antagoniste principal au profit de Guy Pearce.

### Tournage
Le tournage débute le 6 août 2018 au Cap en Afrique du Sud. Il se poursuit à Prague en République tchèque, ainsi qu'à Budapest en Hongrie,. Le tournage s'achève le 25 octobre 2018. Les scènes se déroulant en Italie ont été tournées dans la petite ville de Vernazza.

## Accueil

### Vidéo à la demande
Initialement annoncé pour le 21 février 2020 aux États-Unis, le film a finalement été repoussé au 13 mars de la même année. Cinq jours seulement après sa sortie, Sony annonce la sortie du film en vidéo à la demande dès le 24 mars, conséquence directe de la pandémie mondiale de Covid-19.
En France, Bloodshot était initialement attendu pour le 25 mars 2020. En réponse à la pandémie de Covid-19, un arrêté ministériel vient ordonner la fermeture immédiate de l'intégralité des cinémas du 14 mars au 15 avril. Dès lors, la sortie en salles fut annulée au profit d'une sortie directement en vidéo à la demande dès le 27 mars.
Pour ses trois premiers jours d'exploitation en vidéo à la demande, Bloodshot est le film le plus vu sur Prime Video et le quatrième sur iTunes.

### Critique
Le film reçoit des critiques assez négatives. Sur l'agrégateur américain Rotten Tomatoes, il récolte 29% d'opinions favorables pour 136 critiques et une note moyenne de 4,63⁄10. Sur Metacritic, il obtient une note moyenne de 44⁄100 pour 33 critiques.
Richard Roeper du Chicago Sun-Times écrit une critique négative : même s'il trouve le film « ambitieux » il le juge « divertissant par intermittence ».
Dans Le Journal de Montréal, on peut lire « La première heure de Bloodshot (109 minutes) s'avère la plus intéressante. [...] C’est ensuite que le tout se gâte. [...] Bloodshot n’apporte rien de nouveau au genre. Science-fiction, oui, mais comme simple prétexte à un amoncellement de clichés (les sexistes finissent d’ailleurs par énerver un tantinet tant ils font penser à un mauvais film des années 1980) qui, au bout d’un court moment, cessent d’amuser ».
En France, le film obtient une note moyenne de 1,5⁄5 sur le site Allociné, qui recense 4 titres de presse.
Le critique du magazine Première est particulièrement déçu par le potentiel inexploité des comics iconiques Bloodshot « De cet assemblage hétéroclite, on ne retiendra pas grand-chose sinon une ou deux séquences spectaculaires mais surtout l'impression d’un beau gâchis. ».
La critique du site Écran large est elle aussi négative : « Bloodshot s'avère d’une timidité désolante. Exception faite d’une fusillade lourdingue dans un tunnel enfariné (littéralement), notre héros ne joue presque jamais de l’ultraviolence de son potentiel, ne subit que quelques égratignures, et préfère taper très fort sur les vilains plutôt que d’en faire des rillettes » ou encore « Les scènes d’action alternent les effets de style ringards à base d’accélérés et ralentis disposés n’importe comment ».